# کرلینی (دهانه)
کرلینی یک دهانه برخوردی در ماه‌ است.

## دهانه‌های اقماری
این دهانه ۹ دهانه اقماری دارد.
| Carlini | عرض جغرافیایی | طول جغرافیایی | قطر         |
| ------- | ------------- | ------------- | ----------- |
| A       | ۳۵.۴° N       | ۲۶.۶° W       | ۷.۰ کیلومتر |
| C       | ۳۵.۰° N       | ۲۲.۹° W       | ۴.۰ کیلومتر |
| E       | ۳۱.۶° N       | ۲۰.۵° W       | ۱.۰ کیلومتر |
| D       | ۳۳.۰° N       | ۱۶.۰° W       | ۹.۰ کیلومتر |
| G       | ۳۲.۶° N       | ۲۵.۰° W       | ۴.۰ کیلومتر |
| H       | ۳۲.۴° N       | ۲۴.۴° W       | ۴.۰ کیلومتر |
| K       | ۳۱.۱° N       | ۲۳.۷° W       | ۴.۰ کیلومتر |
| L       | ۳۱.۳° N       | ۲۴.۸° W       | ۳.۰ کیلومتر |
| S       | ۳۷.۹° N       | ۲۷.۲° W       | ۴.۰ کیلومتر |